# MechCommander 2
MechCommander 2 — компьютерная тактическая игра, продолжение компьютерной игры в жанре стратегии в реальном времени «MechCommander». Также как и в первой части, действие игры происходит во вселенной BattleTech. MechCommander 2 была разработана компанией Microsoft Game Studios и издана в июле 2001 года.

## Обзор
Игрок выступает в роли командира отряда наёмников - пилотов боевых мехов. Действие игры разворачивается вокруг конфликта вооружённых сил влиятельных домов на планете Карвер V.
Игра включает 3 кампании, объединённых в одну сюжетную линию, и имеет 24 миссии. Каждой миссии предшествует подготовка, когда игрок получает задания и выбирает мехов, пилотов и вооружение. При этом существует лимит на общий вес мехов, используемых в миссии. Мехов и оружие можно покупать и продавать, однако вражескую технику, часто имеющую гораздо лучшие характеристики, можно захватить только в качестве трофеев, успешно выполнив предыдущую миссию. Также перед миссией можно менять вооружение мехов, однако здесь тоже есть ограничение на размеры и тепловыделение оружия. Сохранение в игре возможно как между миссиями (автоматически), так и в процессе выполнения задания (быстрое сохранение).
Задачами миссий могут быть: уничтожение всех вражеских сил в районе, уничтожение или захват вражеских баз, зданий, конвоев, защита своих и др. В игре есть как обязательные задания, невыполнение которых приводит к провалу всей миссии, так и те, которые можно не выполнять, но за них даётся дополнительное вознаграждение. Некоторые задания имеют ограничения по времени.
У пилотов в игре есть 4 уровня мастерства: Regular, Veteran, Elite, Ace. Достигаются эти уровни успешным ведением боевых действий определённым пилотом - повреждение и/или уничтожение вражеских мехов, техники и т. д. При получении пилотом следующего уровня, игрок может выбрать для него одно из умений, соответствующих данному уровню. В свою очередь эти умения определяют качества пилота в последующих миссиях: точность стрельбы, маневрирование на поле боя, умение пользоваться сенсорами и прыжковыми двигателями и т. д. Также при успешном завершении миссии пилоты иногда могут получать награды за различные достижения на поле боя, однако они никак не влияют на мастерство.
Умение пользоваться сенсорами имеет несколько уровней и по мере получения уровней мастерства его можно дополнительно "прокачать" до возможности по радиоэлектронному следу определять конкретный вид техники и мехов.

## Предыстория игровых событий
Взлёт и падение Галактической Лиги
С началом новых путешествий, которые распространялись по галактикам быстрее скорости света, в 2108 году позволило человечеству колонизировать сотни новых звёздных систем. Этот заселённый регион, который протянулся на многие сотни миллионов световых лет от Земли был назван Внутренней Сферой.
В 2271 году было подписано соглашение Марика, ставшее сигналом к формированию великих домов, каждый из которых мог свободно контролировать несколько сот миров. В течение столетия четыре самых крупных и могущественных планетарных альянса объявили о своей независимости, по отношению к Земле и к господству земного правительства. Эти государства вскоре стали звёздными империями, известными как Синдикат Дракона (Draconis Combine), Федерация Солнц (Federated Suns), Капелланская Конфедерация (Capella Confederation) и Лиранское Содружество (Lyran Commonwealth).
С возникновением независимых и мощных империй в разных местах Внутренней Сферы начали вспыхивать различные вооружённые конфликты. Разгорелось несколько войн, которые продолжались в течение многих столетий.
Только в 2571 году человечество достигло некоторого консенсуса, и конфликт вошёл в стадию перемирия. Была образована Звёздная Лига и начался золотой период в развитии человечества. В течение 200 лет Лига предоставляла её гражданам мир и процветание. Однако всё не может быть очень хорошо слишком долго. Жажда крови и власти снова внесла разногласия в ряды вошедших в Лигу государств.
В 2766 году Стефан Амарис из республики Окраинных Миров осуществил удачный ход (убил правителя и узурпировал власть) и стал именовать себя Первым Лордом Звёздной Лиги. Генерал Александр Керенский, командир Оборонительных Сил Звёздной Лиги (SLDF), начал вести 13-летнюю войну, в попытке скинуть появившегося узурпатора. Хотя ему это и удалось, правители великих домов не согласились с новым лидером и перестали участвовать в консульстве Звёздной Лиги. В 2784 году, однако, Керенский не стал смотреть, как распадается его детище, его Звёздная Лига, а отбыл вместе с 80% вверенных ему сил на событие, позже получившее название Исход, в безумной попытке сохранить дух Звёздной Лиги.
В 2787 году каждый лорд дома объявил, что он может сам быть "верным" Первым Лордом, после чего начались столкновения между домами, которые влились в непрерывные войны. И снова на многие столетия человечество оказалось втянуто в разборки между правителями. Начался период разорительных Наследный Войн. В конце концов люди умудрились в очередной раз прийти к перемирию, хотя обстановка во всей Внутренней Сфере оставалась весьма напряжённой. Из-за трёх Наследных Войн, человечество потеряло знания о многих технологиях, ни один род не добился существенного успеха, и за 200 лет конфликта границы оставались практически такими же.
В 3028 году принц Ханс Давион из Солнечной Федерации и Мелисса Штайнер из Содружества Лиры объявили о бракосочетании, создавая таким образом крупнейший альянс Внутренней Сферы. Новорождённое Федеративное Содружество начало четвёртую войну, за 2 года захватив больше планет, чем за прошедшие 200 лет.
Возвращение кланов
В 3050 году загадочное военное формирование вторглось в зону Внутренней Сферы, напав на территории Федеративного Содружества, свободной республики Расалхаг и Синдиката Дракона. Захватчики окрестили себя Кланами, и, как оказалось, были наследниками Оборонительных Сил Звёздной Лиги (SLDF) Керенского. Организовав за пределами внутренней сферы военизированное государство, которое стало одним из самых величайших в истории, их целью был захват Земли (Terra) и воссоздание Звёздной Лиги, в её былом величии. С улучшенными и совершенно новыми технологическими разработками и генетически улучшенными воинами, Кланы завоёвывали мир за миром, пока войска, принадлежащие Комстару (почти религиозной организации), контролировавшие все системы связи в пределах Внутренней Сферы, не взяли верх в главном сражении на Токкайдо в 3052 году. Перемирие, заключённое после этого конфликта остановило продвижение Клана на протяжении пятнадцати лет.
В 3057 году Лига свободных миров и Конфедерация Капеллы начали новое сражение, внезапно напав на колонию Сарна Марч, которая принадлежала Федеративному Содружеству, землю, захваченную в течение четвёртой Наследной войны. Многие миры были захвачены, другие из них объявили о своей независимости от великих домов. Катерина Штайнер-Давион выбросила половину лиранской территории из Федеративного Сообщества для большей безопасности и сформировала Лиранский Альянс.
На Таркаде в 3058 году лидеры Внутренней Сферы в попытке избежать новых междоусобных войн, сфокусировали всё своё внимание на появившихся Кланах. После столетий войн наконец-таки Звёздная Лига вновь была организована, и пришлось сразиться с силами Николаса Керенского, чтобы отстоять своё право на её существование.
Новая Звёздная Лига решила начать атаку Кланов первыми, чтобы доказать им свою военную мощь. Объединённые силы нанесли удар по территории клана Дымчатых Ягуаров, сломив их боевое сопротивление, и приготовились к захвату их мира.
Принц Виктор Давион участвовал в сражении в колыбели клановой культуры и цивилизации, в кровавом суде над неверными. Внутренняя Сфера уничтожила клан Крестоносцев.
Гражданская война Внутренней Сферы
И опять правящие рода Внутренней Сферы позволили разгореться своим конфликтам противоречия, разрушая хрупкие альянсы.
В 3063 году конфедерация Капеллан захватила своего вечного врага, содружество Сент Ивес, одновременно ведя бои с двумя могущественными государствами - Магистратом Канопуса и Таурианским Конкордатом.
Катерина Штайнер-Давион (которая называет себя просто Катериной Штайнер) стала во главе командования Федеративного Содружества, в то время, как её брат Виктор занимался сомнительными делами, что привело к появлению слухов о его предательстве.
В 3063 году все вышеприведённые причины, жадность и ненависть раскололи могущественное Федеративное Содружество. Началась жестокая гражданская война между Альянсом Лиры и Солнечной Федерацией, ввязывая в войну более 800 миров, на расстоянии в тысячи световых лет.
Война на Карвере V
В центре Сарна Марч началась огромная битва между представителями правящих домов: Давиона, Штайнера, Ляо, Марика и других лояльных сил, которые существовали в пределах Внутренней Сферы. Центром агрессии противоборствующих сторон оказалась планета Карвер V. Сражение на этой планете ввело во Внутреннюю Сферу настоящую путаницу.
Сражения между Давионом и Ляо стали причиной гибели правителя Чо, оставившего свою вдову и главные силы дома Ляо на планете Карвер V. Её желание отомстить таково, что ни один из коммандеров не смог бы сражаться столь яростно и самоотверженно, после того, как он потерпел бы поражение.
Силы Давиона и Штайнера по-прежнему находятся в состоянии союза, хотя и после такого количества блистательных исторических побед их союз от этого не стал идеальным, особенно перед лицом вспыхнувшей гражданской войны, быстро распространившейся по территории их правления. Обе основные силы на Карвере V могут в любой момент пасть, в результате взаимного недоверия и обмана.
Марик, Курита и прочие благородные военные формирования 31-го столетия пока ещё не приложили свою руку на Карвере V. В это же время на планете стало явным наличие партизанского движения, на горизонте замаячили призрачные борцы за свободу родного края.
Как только разгорелась война в 3062 году, будущее Карвера V по-прежнему неразрешено до сих пор.

## Мехи в игре

Периодический ремонт мехов между боями - жизненно важная необходимость для успешного прохождения миссии

В отличие от оригинальной игры, мехи теперь не имеют сенсоров и способны обнаружить противника только в зоне прямой видимости. Только несколько мехов в игре имеют сенсоры и выступают в качестве радиоэлектронной разведки. При этом стандартная модификация отсутствует, на мехах установлена версия начиная с улучшенной (Intermediate), также есть мехи с оборудованием РЭБ (ECM). Сенсоры предустановлены, снять или установить их невозможно. Прыжковые ускорители теперь стали возможным дополнительным оснащением, которое можно снять и установить, но не на все мехи. Прыжковые ускорители имеют свой вес и тепловыделение.

В игре могут происходить довольно зрелищные бои, с красивой анимацией выстрелов различного оружия и взрывов

Сенсоры получили Anubis (Intermediate), Cyclops (Advanced), Men Chen (Advanced, ECM), Raven (Advanced, ECM), Razorback (Intermediate), Sha Yu (Intermediate) и Uller (Intermediate).
Прыжковые ускорители получили Anubis, Catapult, Highlander, Hunchback, JagerMech, Lao Hu, Razorback, Sha Yu, Shadow Cat, Starslayer, Thor, Urbanmech, Wolfhound.
| Принадлежность к Дому | Название меха | Класс     | Вес, т |
| --------------------- | ------------- | --------- | ------ |
| Бандиты               | Fire Ant      | лёгкий    | 30     |
| Бандиты               | Urbanmech     | лёгкий    | 30     |
| Давион                | Wolfhound     | лёгкий    | 35     |
| Давион                | Enfield       | средний   | 50     |
| Давион                | Jagermech     | тяжёлый   | 65     |
| Кланы                 | Uller         | лёгкий    | 30     |
| Кланы                 | Cougar        | лёгкий    | 35     |
| Кланы                 | Shadow Cat    | средний   | 45     |
| Кланы                 | Ryoken        | средний   | 55     |
| Кланы                 | Vulture       | тяжёлый   | 60     |
| Кланы                 | Thor          | тяжёлый   | 70     |
| Кланы                 | Mad Cat       | тяжёлый   | 75     |
| Кланы                 | Blood Asp     | штурмовой | 90     |
| Ляо                   | Anubis        | лёгкий    | 30     |
| Ляо                   | Raven         | лёгкий    | 35     |
| Ляо                   | Sha Yu        | средний   | 40     |
| Ляо                   | Starslayer    | средний   | 50     |
| Ляо                   | Men Shen      | средний   | 55     |
| Ляо                   | Catapult      | тяжёлый   | 65     |
| Ляо                   | Lao Hu        | тяжёлый   | 75     |
| Ляо                   | Cyclops       | штурмовой | 90     |
| Штайнер               | Hollander     | лёгкий    | 35     |
| Штайнер               | Razorback     | лёгкий    | 35     |
| Штайнер               | Hunchback     | средний   | 50     |
| Штайнер               | Bushwacker    | средний   | 55     |
| Штайнер               | Shootist      | тяжёлый   | 70     |
| Штайнер               | Zeus          | штурмовой | 80     |
| Штайнер               | Highlander    | штурмовой | 90     |
| Штайнер               | Atlas         | штурмовой | 100    |

## Транспортные средства
Кроме мехов, в игре присутствует множество различной техники (танки, вертолёты и др.). В основном она состоит на вооружении противника, а игроку доступны лишь некоторые её единицы: разведывательный вертолёт, миноукладчик, ремонтный автомобиль и др.

## Дополнения
MechCommaner 2 не имеет официальных дополнений, однако сообществом поклонников было создано множество модов и неофициальных расширений. Так же были созданы утилиты для редактирования миссий, боевых единиц, карт, таких как МС2Х к примеру.

## Отзывы в прессе
| Сводный рейтинг       | Сводный рейтинг       |
| Агрегатор             | Оценка                |
| --------------------- | --------------------- |
| GameRankings          | 79,26 %               |
| Metacritic            | 80 / 100 (18 обзоров) |
| MobyRank              | 79 / 100              |
| Иноязычные издания    |                       |
| Издание               | Оценка                |
| AllGame               | [ 5 ]                 |
| GamePro               | [ 6 ]                 |
| GameRevolution        | B+                    |
| GameSpot              | 7,7 / 10              |
| IGN                   | 8,2 / 10              |
| Русскоязычные издания |                       |
| Издание               | Оценка                |
| Absolute Games        | 75 %                  |
| «Домашний ПК»         | 74 / 100              |
| «Страна игр»          | 8,0 / 10              |